# Viola brevistipulata
Viola brevistipulata är en violväxtart som först beskrevs av Elias Fries och Sav., och fick sitt nu gällande namn av Wilhelm Becker. Viola brevistipulata ingår i släktet violer, och familjen violväxter.

## Underarter
Arten delas in i följande underarter:
- V. b. acuminata
- V. b. crassifolia
- V. b. hidakana
- V. b. laciniata
- V. b. minor

## Bildgalleri

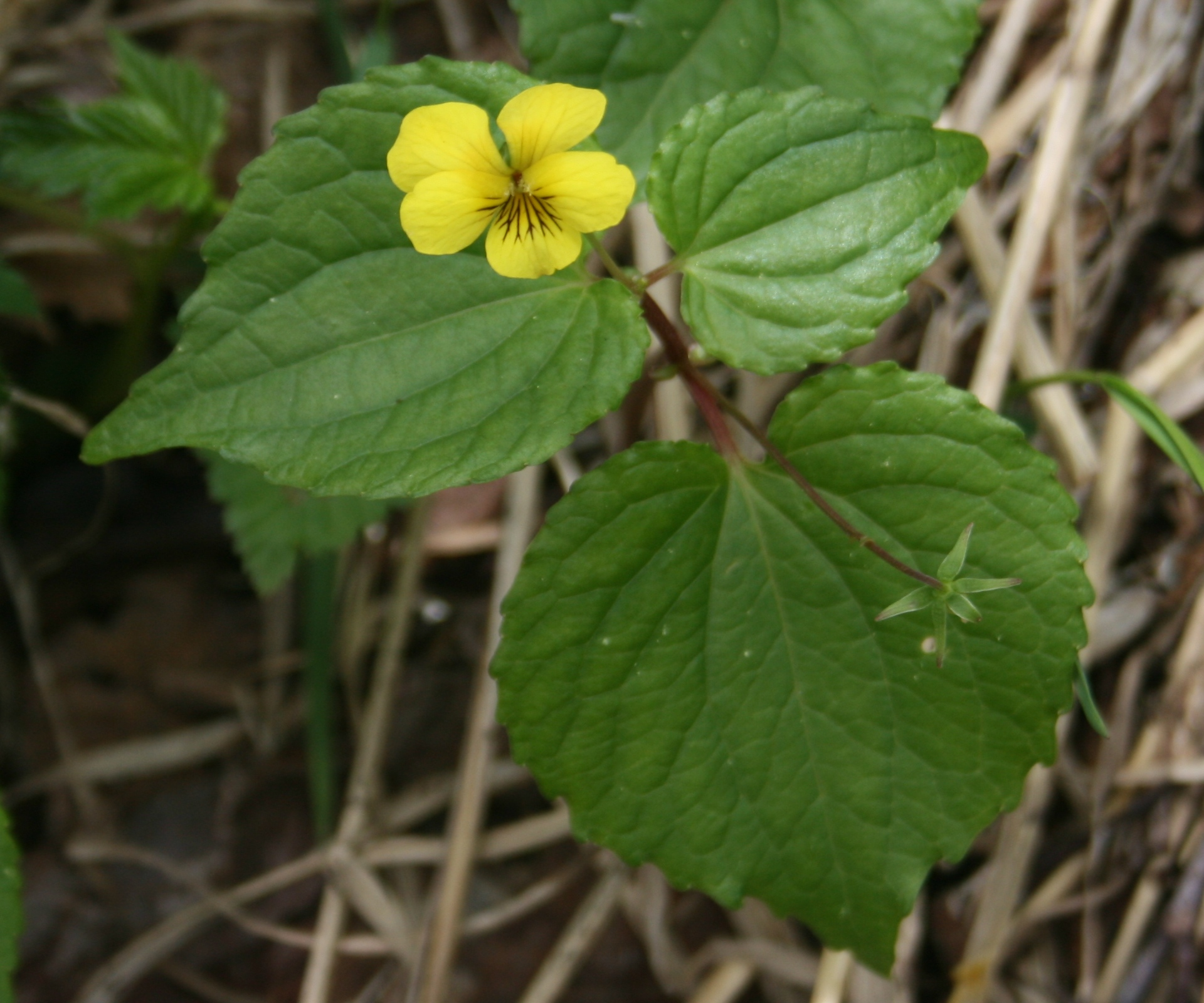
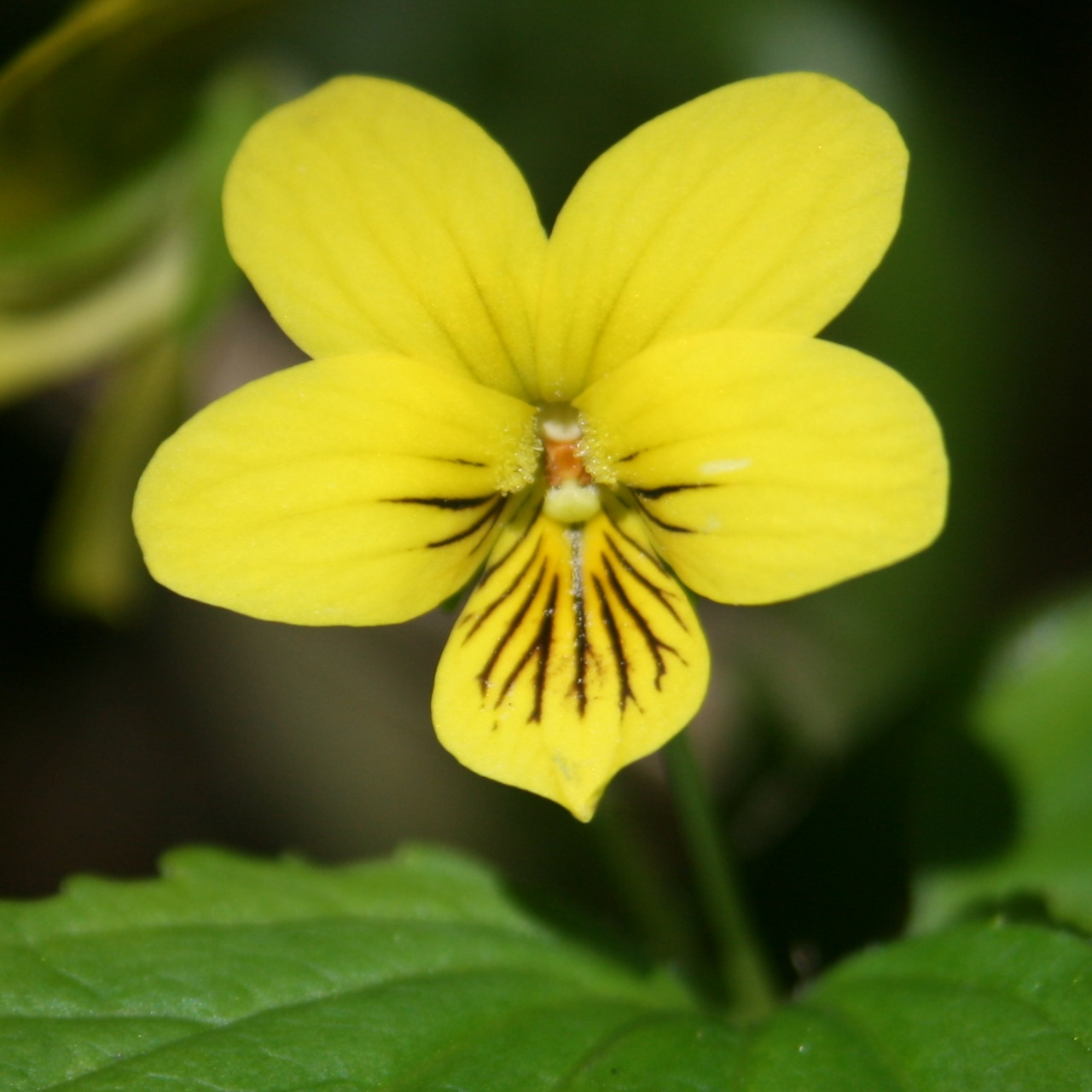
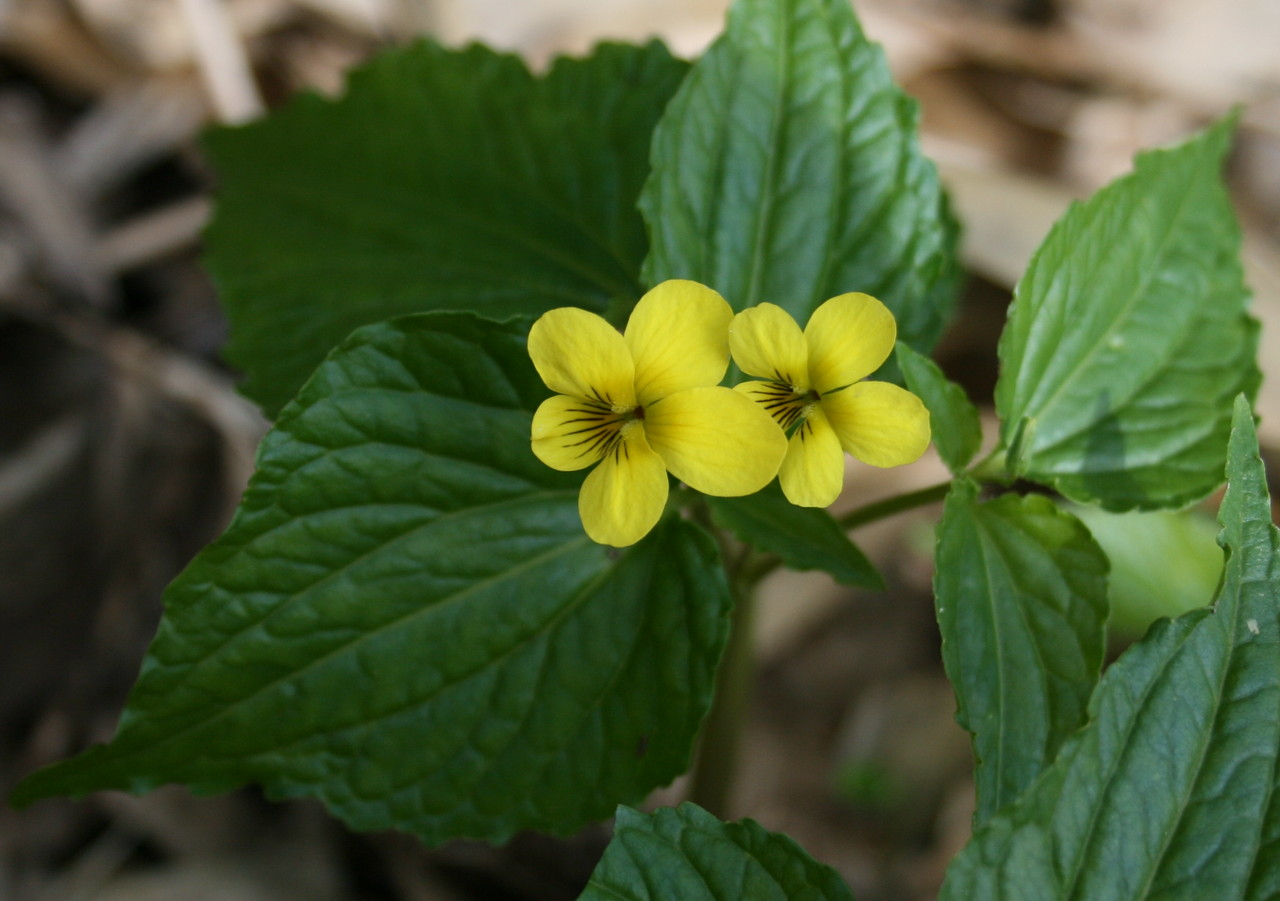
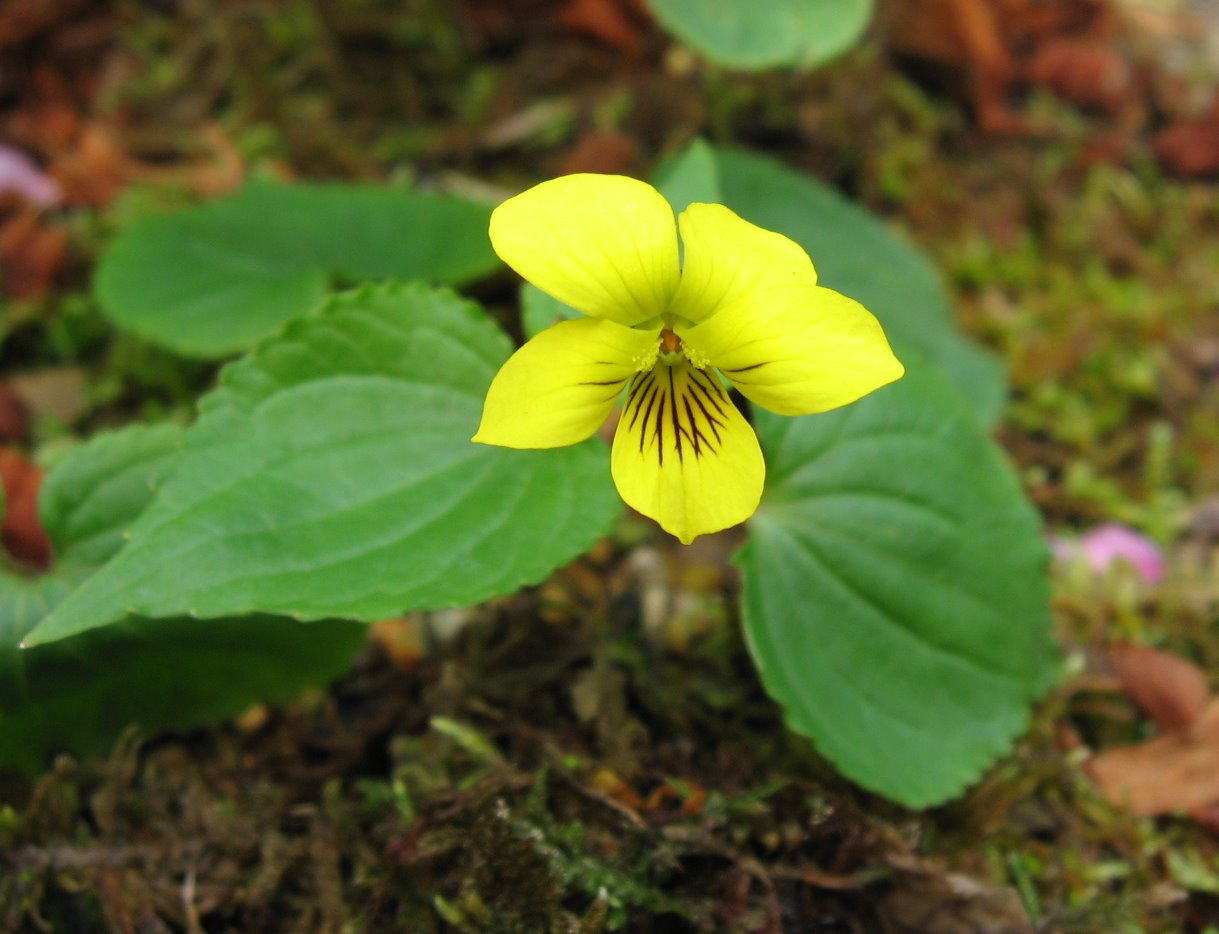